# Berriatua
Berriatua en basque et Berriatúa en espagnol (le nom officiel est Berriatua) est une commune de Biscaye dans la communauté autonome du Pays basque en Espagne.

## Toponymie
Au XIIe siècle plusieurs chevaliers de cette localité ont érigé l'église de San Pedro de Berriatua, puisque l'église de Santa Maria de Lekeitio, dont ils étaient paroissiens, était éloignée. Le lieu choisi a été celui de l'ermitage de San Pedro et la nouvelle paroisse a pris l'invocation de cette dernière. La création de l'église a aussi supposé la naissance de l'elizate comme telle.
La probable signification étymologique de Berriatua est « renouvelé ». Berri signifie « nouveau » en basque (barri dans le dialecte biscaïen). Berritu ou barritu est un verbe qui signifie renouveler, répéter ou refaire. L'expression berritua ou barritua signifie donc « ce qui est renouvelé, répété ou refait ». La plupart des auteurs qui ont étudié ce toponyme ont été d'accord pour lui donner cette signification étymologique. Koldo Mitxelena l'explique ainsi dans son livre "Apellidos Vascos".
En supposant que cette étymologie soit certaine, on peut penser que le terme berritua se réfère à l'église paroissiale de San Pedro qui a été érigée sur un ermitage antérieur. Toutefois il n'y a pas de preuves de la validité de cette affirmation.
Le nom de l'elizate a été fixé comme Berriatua (San Pedro de Berriatúa dans son appellation complète). Celui-ci est le nom formel de la localité en espagnol. En basque le nom formel est Berriatua (sans tilde), puisque selon l'orthographe moderne de cette langue il n'existe pas de tildes. Euskaltzaindia indique en outre que le -A à fin de Berriatua doit être considéré comme un article au moment de décliner le nom.
En 1999 la mairie a officialisé Berriatua comme nom officiel de la municipalité.

## Géographie
Située dans le nord-ouest de la province de Biscaye et dans la comarque de Lea Artibai, dans la partie inférieure de la vallée de l'Ibaizabal et jusqu'aux bords de la mer cantabrique, la municipalité de Berriatua a deux zones bien distinctes: la vallée, où se trouve le noyau urbain et la zone industrielle, et la montagne où se trouvent les quartiers ruraux.
Sur ses terres on a fondé la ville d'Ondarroa, qui au XXe siècle l'annexera pour, plus tard, en 1983 s'en séparer et former de nouveau une commune indépendante, avec quelques changements dans ses limites territoriales.
La capitale provinciale, Bilbao est distante de 53 km et seulement à 5 km de la tête régionale, Ondarroa.
Berriatua est limitée avec les municipalités suivantes : au nord Ondarroa, au sud Markina, à l'est Mutriku et à l'ouest Amoroto et Mendexa.

### Quartiers
Les quartiers de Berriatua sont: Asterrika, Erribera, Magdalena eta Merelludi

## Communications
Les moyens de communications de toute la comarque de Lea Artibai sont faibles et mauvais. Beriatua se situe sur le bord de la route qui parcourt la vallée, la voie principale, la route régionale BI-633 qui relie Durango avec Ondarroa en passant par Markina. Il y a de petites routes rurales qui unissent le noyau urbain avec les quartiers ruraux.
Il n'y a ni autoroute ni chemin de fer. On peut les trouver à Durango, Eibar ou Elgoibar, où l'on a aussi la route N-634 qui, comme l'AP-8, communique avec les capitales de la Biscaye, Bilbao, et de Guipuscoa, de Saint-Sébastien.
La municipalité de Berriatua est formée par le petit noyau urbain situé dans le rivage de l'Artibai et les quartiers Milloi, Asterrika et de Madalena. Ces quartiers sont composés d'un petit noyau autour d'un ermitage et quelques fermes disséminées dans les alentours.

## Hydrographie
La principale rivière que traverse la municipalité est l'Artibai à laquelle s'ajoutent les petits affluents qui descendent les pentes de la vallée. L'artibai forme une rivière qui arrive jusqu'au noyau urbain lui-même en passant par la zone industrielle de Gardotza où se trouve la maison-tour d'Aranzibia, début de la naissance du village.
Les marais de l'Artibai, ceux qui sont encore conservés, se trouvent aux limites de territoire municipal.
Berriatua a une côte de 3 147 mètres de longueur. Elle est parsemée de petites criques généralement sableuses. Au pied de la falaise se trouvent des plaques rocheuses érodées par la marée, qui composent une orographie sinueuse. Les montagnes s'avancent jusqu'au rivage maritime sous forme de falaises qui arrivent, dans quelques points, à la verticale. Avant la séparation, elle maintenait dans son territoire le tronçon de côte compris entre Ondarroa et Mutriko, y compris la plage d'Arrigorri.

## Orographie
La vallée s'élargit dans le noyau de Berriatua, sur leurs flancs s'élèvent quelques montagnes couvertes de végétation typiquement atlantique avec quelques forêts de pin Insignis et eucalyptus produit de l'exploitation forestière.
La nature calcaire des terrains fait qu'abonde le chêne atlantique, (artibai veut dire rivière des chênes).

## Économie
L'économie de l'elizate de Berriatua a été, historiquement, axée sur l'agriculture et l'élevage. La force hydraulique de la rivière a été profitable pour l'installation d'une forge et de quelques moulins qui couvraient les nécessités de la population. L'industrie est relativement récente et est très influencée par l'usine de caoutchouc Cikautxo appartenant au groupe coopératif Mondragón Corporación Cooperativa.
Le secteur primaire: contrairement à son voisin Ondarroa, face à la mer, Berriatua a toujours été liée à la terre. La base de l'économie et ses habitants a été la production de la ferme. Production agricole et d'élevage, particulièrement bovine.
L'exploitation forestière a eu une importance significative d'autant plus que le travail du fermier était partagé avec l'industriel, bateau de pêche ou de services. Beaucoup des terres destinées aux pâtures ou au potager ont été remplacées par des forêts produisant du bois de charpente. La production de la ferme est restée entre les mains des femmes laissant les hommes aller travailler dans les fabriques proches.
Le secteur secondaire: la création, en 1971 de l'entreprise Cikautxo consacrée à la fabrication de pièces de moulage de caoutchouc par injection a donné lieu à la naissance de l'industrie dans la municipalité. Cette entreprise a créé un nombre significatif de petits ateliers qui nourrissent leur production de cette dernière. Dans les années 1980, on a construit le Polígono Industrial de Gardotxa qui a attiré un important nombre d'usines et d'ateliers, dont plusieurs dans les conserves et la réparation navale qui rendent service à la voisine Ondarroa, celle-ci n'ayant pas de terrains pour ces usines.
Le secteur des services: le secteur des services, est très faible et est réduit à une certaine activité hôtelière, avec quelques restaurants et un Gîte rural. Les nécessités de la population sont couvertes par les villes d'Ondarroa et de Markina.

## Histoire

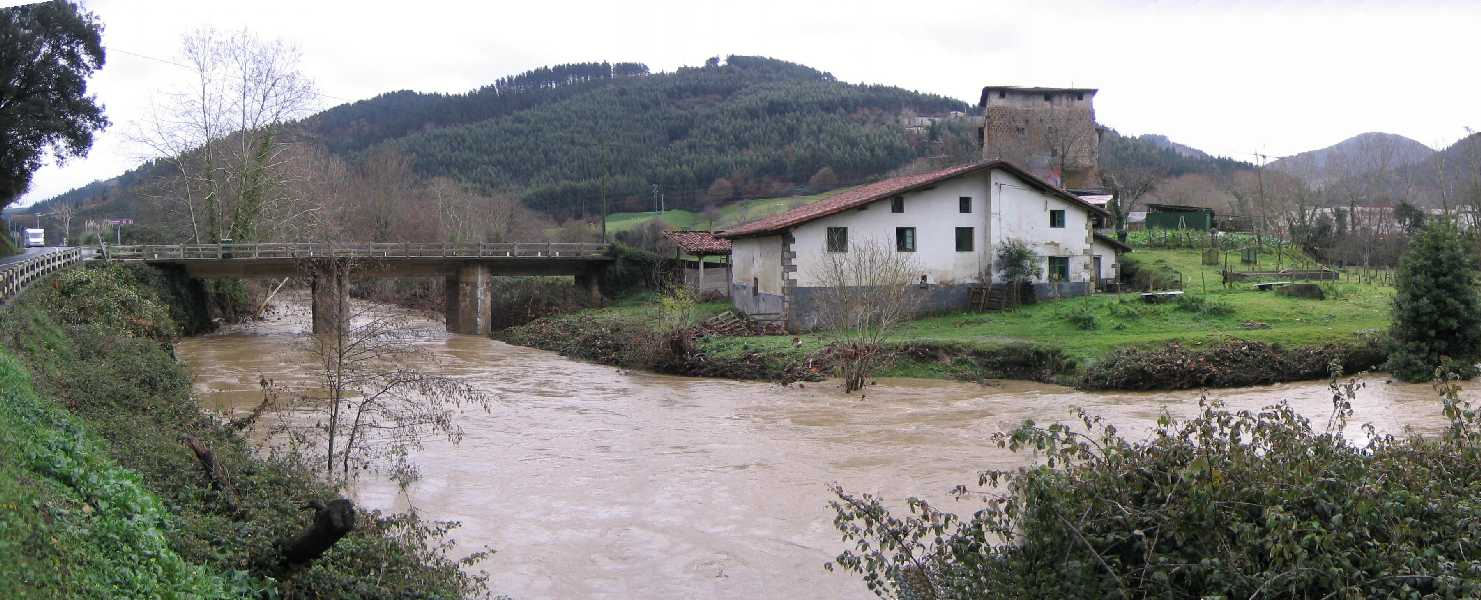
Rio Artibai à Aranzibi, au fond la casa torre.

Comme dans toutes les elizates, ses origines se sont perdues dans le temps et se confondent avec celle de la Lur Laua  de Biscaye. Berriatua a des liens avec le monastère de Zenarruza dont il semblerait qu'il a dépendu à une certaine époque.
Des restes préhistoriques ont été trouvés dans les gisements situés dans les grottes Goikolau, Atxurra, Armiña et de Lamiñak II. Ces découvertes sont datées du Paléolithique supérieur.
Les premiers documents historiques de Berriatua datent du XIIe siècle et font référence à la construction de l'église paroissiale de San Pedro et plus tard, à la fin du XVe siècle, une bulle papale confirmant le droit du patronat de l'église pour le Seigneur de Aranzibia.
Les luttes entre les seigneurs des différentes maisons-tours et des lignées qui existaient dans les terres de l'Artibai, la maison des Arancibia et celle d'Adán de Iarza ont marqué une importante partie de l'histoire de l'elizate. En 1417, sur l'emplacement de Manchorra, s'est déroulée une bataille dans laquelle sont morts deux fils de la maison Adán de Iarza et deux autres, des bâtards, de ceux d'Arancibia en plus d'autres hommes de chaque côté. En 1443, Martín Ruiz de Gamboa a attaqué, et a décidé de prendre la tour des Aranzibia en tuant son seigneur, Pedro Ruíz et beaucoup de ses hommes.
Pendant la guerre de la convention, en juin 1795, les armées françaises prennent la ville après avoir brûlé celle d'Ondarroa.
Dans la lutte de la guerre civile de 1936 le front s'est stabilisé à Berriatua pendant l'hiver 1936 1937.

## Patrimoine

### Patrimoine civil

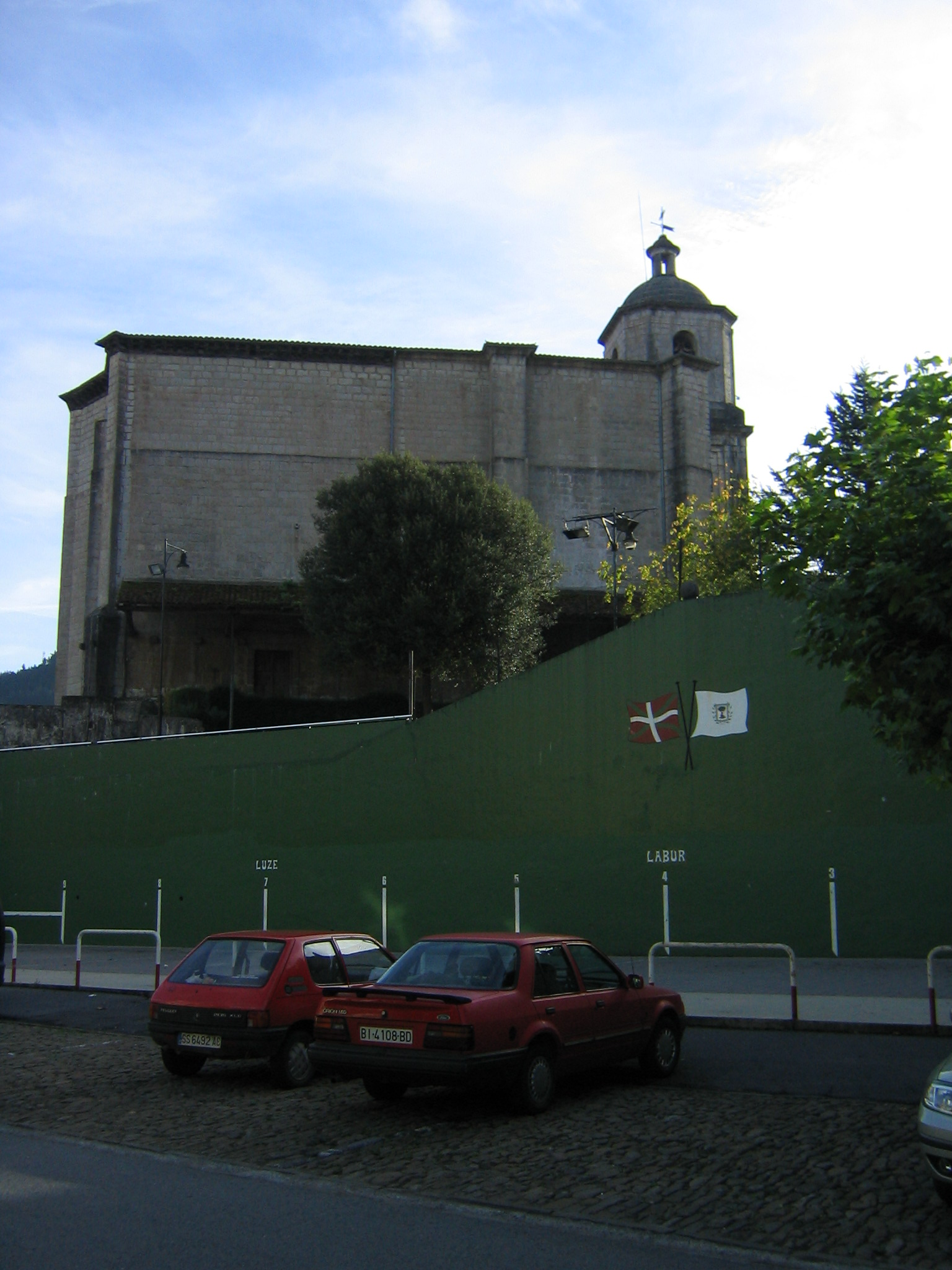
Église de Barriatua.

- Maison-tour d'Aranzibia: située sur les bords de l'Artibai, dans le quartier de Magdalena, à côté d'un pont, profite d'un méandre du cours d'eau, qui est ici déjà une rivière, pour sa défense. L'actuelle construction date de la fin du XVe ou début du XVIe siècle puisque la précédente a été détruite dans la guerre des bandes par les Gamboins guipuscoans. À souligner les fenêtres ouvragées du second étage et les mâchicoulis de son entrée. Sur la porte principale on trouve le blason des Arancibia.
- Maison peinte ou Etxe Pintxu: palais du XVIIIe siècle dont la façade principale est décorée de fresques représentant des scènes de l'époque.
- Caserío Lekoia bekoa: exemplaire superbe de l'architecture rurale biscaïenne. début du XVIe siècle et conjugue les styles néoclassique et renaissance. Possède un grand blason d'armes.

### Patrimoine religieux
- Église de San Pedro: fondée au XIIe siècle , elle a subi une grande restauration en 1588 qui lui a conféré le caractère Renaissance actuel. Elle est située sur un petit promontoire et est remarquable des autres constructions par sa porte massive.
- Ermitage de la Magdalena: origines datées du XVIe siècle avec des restes d'une construction précédente. Dans ses environs se trouve le sarnapotzu, source d'eau "médicinale" dont la tradition assure qu'elle guérit les affections de la peau. Pour cela il est nécessaire de suivre un cérémonial concret qui consiste à mouiller un mouchoir dans la source, l'appliquer dans la partie affectée puis le laisser accroché là.

Dans le quartier d'Asterrika il y a un petit ermitage consacré à San Lorenzo construit au XVe siècle. À noter, dans ce quartier, la ferme Aldeko.

## Personnalités liées à la commune

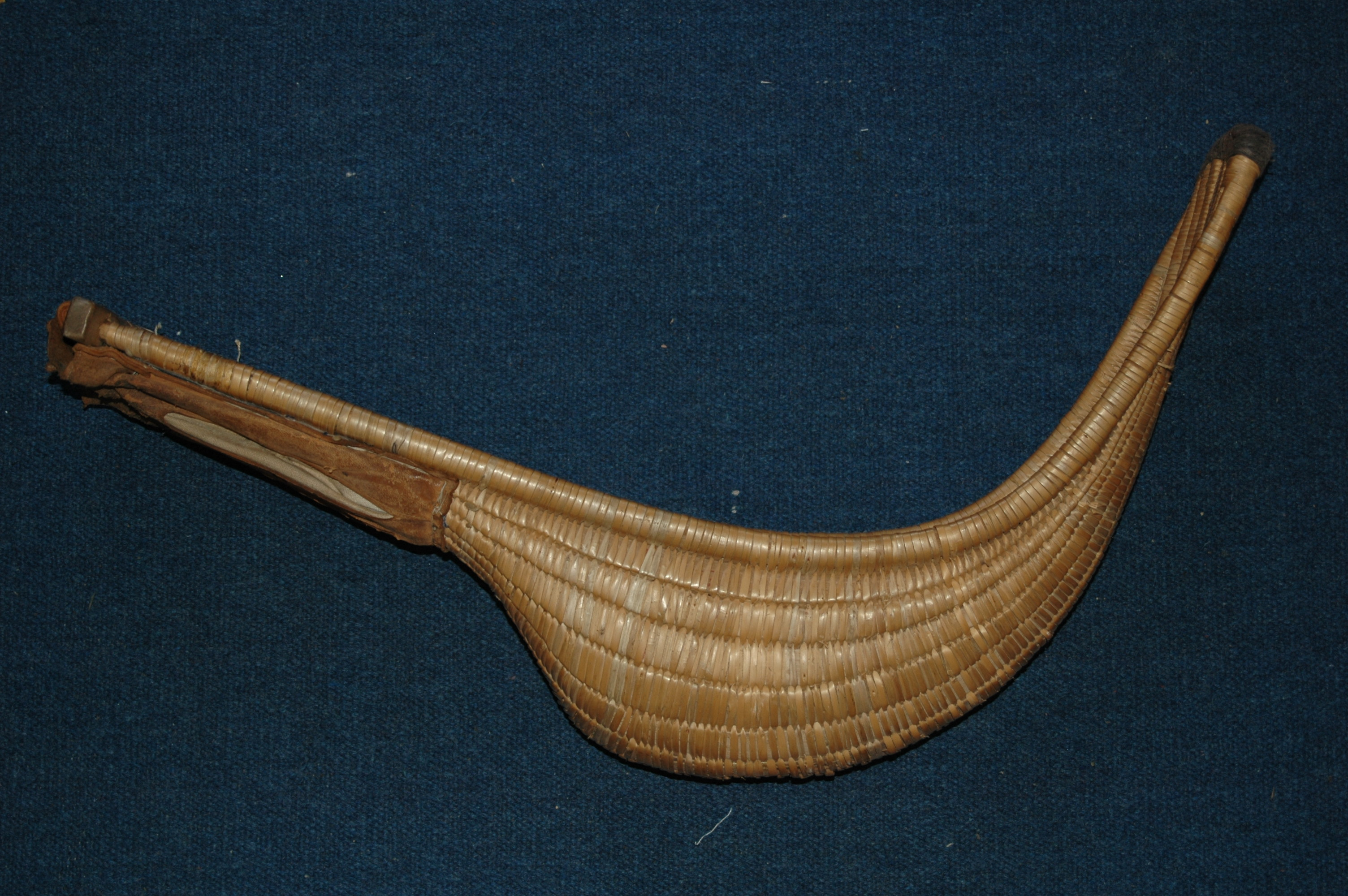
Chistera (Cesta Punta).

- Jon Ansotegi Gorostola : Joueur de football de la Real Sociedad.
- Jagoba Arrasate : Entraîneur de la Real Sociedad.
- Julen Bereikua Elordi : Puntiste[7] professionnel. Prononcer "pountiste"
- Felix Espilla : Puntista professionnel.
- Aritz Iparragirre : Concurrent du programme d'ETB 1 «Erletxea» (littéralement: Maison des abeilles en basque)
- Berriatua Bizi

### Sources
- (es) Cet article est partiellement ou en totalité issu de l’article de Wikipédia en espagnol intitulé « Berriatúa » (voir la liste des auteurs).